# Csisztu Zsuzsa
Csisztu Zsuzsanna Zenóbia (Budapest, 1970. február 15. –) olimpiai nyolcadik helyezett magyar tornászbajnok, televíziós műsorvezető, jogász, a Papp László Budapest Sportért díjjal kitüntetett sportszakember és műsorvezető. Csisztu Mihály grafikus lánya.

## Élete
Ötévesen, 1975-ben kezdett tornázni, 1982-től 1992-ig volt a magyar válogatott tagja. Több mint tízszer nyerte el a magyar bajnoki és háromszor a mesterfokú bajnok címet. Kitűnő helyezéseket ért el a világversenyeken is: Európa-bajnoki 6. (1984), világbajnoki 7. (1987), olimpiai 8. (1988), illetve Európa Kupa-győztes volt. 1986-ban a KSI után a Postás Sportegyesülethez igazolt.
A Vörösmarty Gimnáziumban érettségizett. 1990-ben ösztöndíjasként nemzetközi kapcsolatok és televíziózás szakon tanult az Egyesült Államokban, a Minnesota Egyetemen. Ennek köszönhetően olyan csatornák regionális műhelyeinél gyakornokoskodhatott, mint a CBS vagy az NBC Universal.
Televíziós pályafutását 1992-ben kezdte, amikor Vitray Tamás kérte fel szakkommentátornak a barcelonai olimpia idejére, azután a Magyar Televízió Telesport című műsorának szerkesztőségében kapott állandó státust. 1995-ben sportmenedzseri diplomát szerzett a Testnevelési Egyetemen, majd 1996-ban az atlantai olimpiát követően Németh Gyula-díjat és nívódíjat, 2000-ben Ezüst Toll-díjat kapott. 1998-tól a TV2-höz került, sportriporter-szerkesztőként és műsorvezetőként dolgozott 2007-ig.
2002-ben jelent meg első könyve Csisztu vizet a pohárba! címmel, és abban az évben elkezdte jogi tanulmányait az ELTE-n. 2003-ban indult a Klubrádióban a Rivális című sportmagazinja, amely 2007 tavasza óta „Rekorderek” címmel fut a mai napig is. Ebben olyan személyiségekkel beszélget, akik az emberi teljesítő képesség határait feszegetik. A több mint 10 éve futó rádiós műsoraiban eddig több mint ötszáz egyórás portrébeszélgetést vezetett le a hazai sportvilág krémjével és az extrém sportteljesítmények legkiválóbb képviselőivel. Blogbejegyzéseit 2004-ben adta ki Webnapló és egyéb vallomások címmel, rá egy évre pedig megjelent a Rivális – élsportolók szemtől szemben című könyve. 2006-ban házasságot kötött dr. Ketskés Norberttel, a következő évben született meg kisfiuk, Krisztián Norbert.
2007-ben az RTL Klub munkatársa is lett. 2009 nyarától a csatorna magyarországi rajtjától kezdve alapító tagja volt a Digi Sport Magyarország csapatának és számos műsor műsorvezetőjeként dolgozott. Hetente jelentkezett a „Vendégjátékos” című beszélgetős műsora, amelyben a művész és a sportvilág legkiemelkedőbb hazai szereplőivel beszélgetett, a Reggeli Start műsort is vezette. Korábban a „Bundesliga” és a „Serie A” olasz labdarúgó magazin műsor műsorvezetője volt. 2010-ben a Moto Gp sorozat műsorvezetőjeként dolgozott. Portréfilmjeivel rendszeresen jelentkezett Vitray Tamás „Megint mesélek...” című műsorában. 2011-ben az Eötvös Loránd Tudományegyetem Állam- és Jogtudományi Karán jogi doktorátust szerzett. 2013 januárjában a Pázmány Péter Katolikus Egyetem Deák Továbbképző Intézetében kitűnő minősítéssel sportjogi szakjogász diplomát szerzett.
2013 márciusában megszületett második fia, Adrián Mihály. Munkája mellett számos jótékonysági szervezetnél és alapítványnál vállal karitatív munkát. Több mint tíz éve nagykövete a „Tegyünk együtt a daganatos gyermekekért” Alapítványnak, Nagyköveti munkát lát el a „Transzplantációs Alapítvány a megújított életekért” nevű szervezetben, továbbá A „Csányi Rajmund Tornász Alapítvány" kuratóriumának tagja. A Nőszirom közéleti, kulturális és Sportegyesület Elnöke. 2015 nyarán a Magyar Sportújságírók Szövetsége tisztújító közgyűlésén elnökségi taggá választotta, majd delegálta a Magyar Olimpiai Bizottság tagjai közé. Az első női sportújságíró, aki szakmájában a MOB tagja lett. 2015 novemberében a Főváros napján kiemelkedő nemzetközi és hazai sporteredményei és műsorvezetői pályája elismeréseként Papp László Budapest Sportért díjat vehetett át a Főpolgármestertől. 2016 októberében elhagyta a Digisport csatornát.

## Műsorai

### 1988–1998, Magyar Televízió
- Sportszombat
- Telesport
- Napkelte
- Leporelló
- Natúra Magazin
- Koktél
- Hullámkoktél
- Ablak
- Híradó
- Három kívánság
- Leg-leg-leg

### 1998–2007 MTM-SBS Rt. TV2 szerkesztő-riporter és műsorvezető
- Tények – sport
- Tények – plusz
- Jó estét Magyarország!
- Jó reggelt Magyarország!
- Sport2 (sportközvetítések)
- TopSport
- Tv2-Ring
- Mokka
- Lazac
- Napló
- Sydney Olimpiai Közvetítés – Sydney-ből

### 2009–2016 Digi Sport Magyarország szerkesztő-riporter és műsorvezető
- A Vendégjátékos – önálló beszélgetős műsor a sport és művészvilág kiválóságaival
- Európa-Liga estek műsorvezetője
- Bundesliga magazin
- Serie A olasz labdarúgó magazin
- Reggeli Start – reggeli információs és szolgáltató magazinműsor
- Moto GP világbajnoki sorozat műsorvezetője
- Sport 24 – híradó
- Megint mesélek – Vitray Tamás sportportrékat bemutató műsora

### Olimpiai közvetítések a helyszínről
- 1992 – Barcelona
- 1994 – Lillehammer
- 1996 – Atlanta
- 1998 – Nagano
- 2000 – Sydney
- 2004 – Athén

## Interjúk

### Sport
- Sepp Blatter, a FIFA elnöke
- Albert herceg
- Martina Navratilova
- David Beckham
- Ronaldo
- Ronaldinho
- Zinédine Zidane
- Magic Johnson
- Juan Antonio Samaranch
- Nadia Comăneci
- Károlyi Béla
- Szergej Bubka
- Michael és Ralf Schumacher
- Mika Häkkinen
- Rubens Barrichello
- Juan Pablo Montoya
- Jean Todt

### Showbusiness
- Jon Bon Jovi
- Tanita Tikaram
- Richard Clayderman
- Lou Bega

Rádió
- 2003 – Klubrádió – Rivális – Élsportolók szemtől szemben
- 2007-től Klubrádió – Rekorderek
- 2022 – Sportrádió – Műsorvezető

## Díjak, elismerések
- 1991–92 – Big Ten Conference – SCHOLAR-ATHLETE AWARD (NCAA)
- 1992 – ATHLETE OF THE YEAR AWARD in Gymnastics
- 1991 – Patty Berg Award (kiemelkedő tanulmányi és sport eredmények elismeréséért)
- 1992 – Patty Berg Award
- 1996 – Németh Gyula-díj
- 1996 – Szakmai Nívódíj az Olimpiai Magazin című sportműsor-sorozat műsorvezetőjeként az Atlantai Olimpia előtt
- 2000 – Ezüst Toll-díj
- 2015 – Papp László Budapest Sportért Díj